# سوخو-۲۴

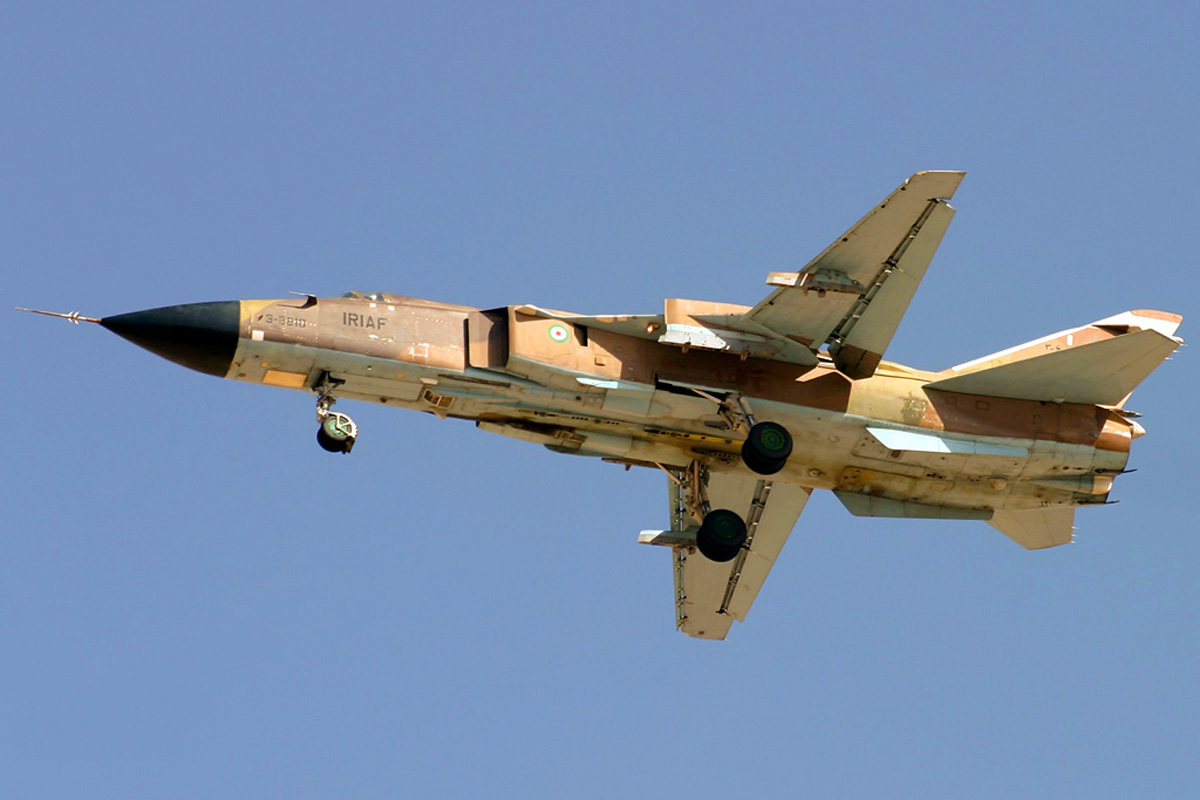
پرواز سوخو-۲۴ام کای ایران، سال ۱۳۸۷

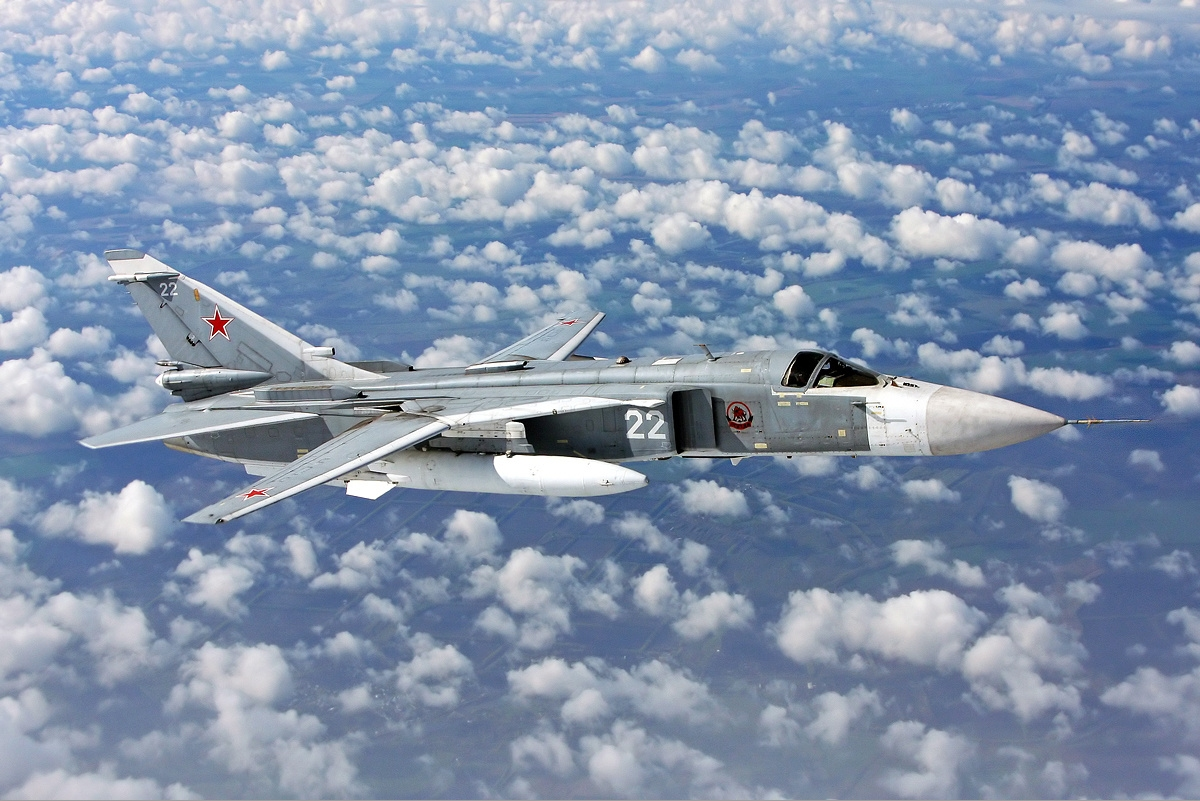
پرواز سوخو-۲۴ روسیه

سوخو-۲۴ (به روسی: Су-۲۴) (سامانه نام‌گذاری در ناتو:انگلیسی: Fencer) یک جنگنده ضربتی نسل سوم مافوق صوت، دو کابینه، بال‌متغیر و دوموتوره ساخت شرکت سوخو است. این هواپیما که نخستین سیستم ناوبری و حمله دیجیتال شوروی را در خود داشت نخستین پرواز خود را در سال ۱۹۷۰ انجام داده و از سال ۱۹۷۴ وارد ارتش شوروی شد و هم‌اکنون نیز در ارتش‌های روسیه، اوکراین، قزاقستان، الجزایر، سودان، سوریه و ایران در حال خدمت است. البته نیروی هوایی روسیه در حال جایگزینی تدریجی این هواپیما با جنگنده بمب‌افکن سوخو-۳۴ است.حدود ۱۴۰۰ فروند از این هواپیما تا سال (۱۹۹۳) تولید شد.
سوخو-۲۴ که پاسخ روس‌ها به جنگنده بمب‌افکن اف-۱۱۱ آمریکایی‌ها بود، اختصاصاً برای حملات ارتفاع پایین مافوق صوت به عمق خاک دشمن طراحی شده و طراحی بال متحرک آن باعث شده تا قابلیت فرود و برخاست کوتاه را داشته‌باشد. بارگیری بال بالای این هواپیما نیز باعث شده تا پرواز باثباتی در ارتفاع پایین و مقاومت خوبی در مقابل جریان باد داشته‌باشد. این هواپیما با وزن خالی بیش از ۲۲ تن توانایی حمل ۸ تن مهمات از جمله بمب‌های هسته‌ای تاکتیکی، و دیگر انواع بمب و موشک و راکت و سوخت اضافی را دارد. 

## پیدایش
تولید جنگنده بمب افکن بال متغیر آمریکایی اف-۱۱۱ در نیمه دهه ۱۹۶۰ تهدیدی جدی برای شوروی بود. به همین دلیل کارخانه سوخو هم مأمور ساختن هواپیمایی با قابلیتهای مشابه شد. بعضی از اهداف طراحان سوخو در طرح جدیدشان، قابلیت پرواز فراصوتی در ارتفاع پایین، توانایی اجرای عملیات در شب یا روز و در همه گونه شرایط جوی و قابلیت استفاده از باندهای نامناسب و کوتاه بود. اولین طرح پیشنهادی، یک بمب‌افکن بال مثلثی عمودپرواز بود که به نتیجه مطلوب نرسید و کارخانه سوخو با استفاده از تجربه حاصله از تولید هواپیماهای بال متغیر سوخو-۱۷ و میگ-۲۳، به طرح بال متغیر دیگری روی آورد که آن را رسماً سوخو-۲۴ نامیدند. پیش‌نمونه سوخو-۲۴ برای نخستین بار در ۱۷ ژوئیه ۱۹۷۰ پرواز کرد. 

## سوانح
- در ۱۹۹۳ یک فروند سوخو-۲۴ نیروی هوایی ایران با توپولف-۱۵۴ هواپیمایی ایران ایرتور برخورد کرد و ۱۳۴ کشته برجا گذاشت. سوخو با برخورد به دم هواپیمای مسافربری با چرخش زیاد حول محور عمودی به حالت سقوط مطلق در می‌آید. دم هواپیمای توپولف کنده شده و عده‌ای با صندلیهایشان به آسمان پرتاب می‌شوند. در این حادثه اشتباه خلبان سوخو دلیل بروز سانحه اعلام شد.[۴]
- در ۳ فروردین ۱۳۹۰ خورشیدی یک جنگنده سوخو-۲۴ در استان فارس سقوط کرد که ۲ خلبانش از هواپیما بیرون پریدن که چتر یکی از آنان باز نشد که منجر به مرگ آن خلبان شد.[۵]
- در ۲۴ تیر ۱۳۹۳ خورشیدی، ساعت ۹:۲۰ دقیقه صبح در حوالی روستای قشقاوی در کنار دریاچه بختگان در دهستان خیر از توابع شهرستان استهبان، یک فروند سوخو -۲۴ متعلق به نیروی هوایی ایران سقوط کرد. خلبانان این جنگنده پیش از وقوع این سانحه، با موفقیت ایجکت کردند و هر دو نفر در سلامت کامل با چتر نجات فرود آمدند.[نیازمند منبع]
- در تاریخ ۳ آذر ۱۳۹۴ خورشیدی، یک فروند سوخو -۲۴ متعلق به ارتش روسیه در حریم هوایی کشور سوریه توسط موشک هوا به هوای جنگنده اف ۱۶ نیروی هوایی ترکیه سرنگون شد.[نیازمند منبع]
- در تاریخ ۱۱ اسفند ۱۳۹۸ خورشیدی، دوجنگنده سوخو۲۴ ارتش سوریه در ادلب توسط اف۱۶ نیروی هوایی ترکیه ساقط شد.[نیازمند منبع]

## طرح
سوخو-۲۴ یک جنگنده تهاجمی دو سرنشینه با بال متحرک است. دارای دو موتور و ورودیهای هوایی مستطیلی شکل در محل اتصال بالها در دو طرف هواپیما است.

## جدول مشخصات
| مشخصه                         | مقدار                                  |
| ----------------------------- | -------------------------------------- |
| شرکت سازنده                   | سوخوی                                  |
| کشور تولیدکننده               | شوروی سابق                             |
| انواع مدل                     | ۷ مدل                                  |
| تعداد تولید شده               | حدود ۱۴۰۰ فروند                        |
| موتور                         | دو موتور توربوجت لیولکا مجهز به پس سوز |
| سال ساخت                      | ۱۹۶۵ الی ۱۹۶۹                          |
| اولین پرواز                   | ۱۹۷۰                                   |
| سال به خدمت درآوردن           | ۱۹۷۴                                   |
| هواپیماهای مشابه              | تورنادو، اف ۱۱۱، میگ ۲۳، میگ ۲۷        |
| کابین                         | دو نفره                                |
| طول                           | ۲۴ متر                                 |
| اندازه بال                    | ۶/۱۷ متر                               |
| ارتفاع از زمین                | ۴/۵ متر                                |
| وزن هواپیما بدون بار          | ۲۲۳۲۰ کیلوگرم                          |
| با حد اکثر بار                | ۳۹۷۰۰ کیلوگرم                          |
| مقدار تسلیحات سوار شده بر بال | ۹۴۵ کیلوگرم                            |
| سقف پرواز                     | ۱۶۵۰۰ متر                              |
| رنج پروازی                    | ۲۵۰۰ کیلومتر                           |
| رنج دریایی                    | ۱۹۳۰ ناتیکال مایل (مایل دریایی)        |
| سرعت                          | ۱/۸۲ ماخ و در مدل‌های پیشرفته ۲/۴ ماخ   |
| سرعت هنگام بلند شدن           | ۲۸۰ کیلومتر بر ساعت                    |
| سرعت هنگام نشستن              | ۲۸۰ کیلومتر بر ساعت                    |
| نرخ سرعت                      | ۳۰۰۰۰ پا در عرض یک دقیقه               |
| سقف پرواز برای سرویس          | ۵۷ هزار پا                             |
| مقدار باند برای پرواز         | ۱۳۰۰ متر                               |
| مقدار باند برای نشستن         | ۹۵۰ متر                                |
| سوخت‌گیری در آسمان             | بله                                    |
| سوخت داخلی                    | ۱۰۳۸۵ کیلوگرم                          |
| سوخت خارجی                    | ۲۳۹۶ کیلوگرم                           |

## انواع

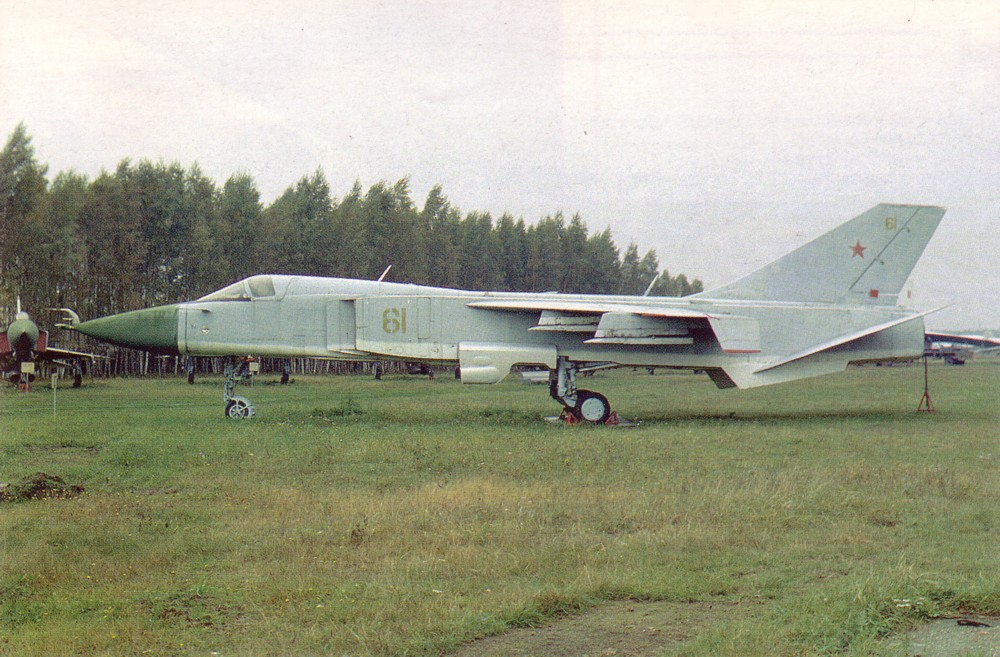
پیش‌نمونه سوخو-۲۴ شوروی

در انواع تولیدی اخیر از پیشرانه POS R-29Bs استفاده شد.
- سو-۲۴-A:مدل اولیه
- سو-۲۴-B:بدنه مدور شده
- سو-۲۴-C:دارای تغییراتی در سیستم هشدار دشمن
- سو-۲۴-D:دارای قدرت سوختگیری هوایی و دماغه بلندتر
- سو-۲۴-E:مدل شناسایی برای نیروی دریایی و دارای قدرت حمل مهمات ضدکشتی

## کاربران

کاربر کنونی: آبی، کاربر سابق: قرمز، کاربر احتمالی: زرد

الجزایر۴۰ سوخو-۲۴ ام۲ و ۴ سوخو-۲۴ ام‌آر
 ایران
 روسیه
 اوکراین
 سودان
 لیبی

### کاربران سابق
```
;  
 
شوروی

;  
 
عراق
                           
;  
 
جمهوری آذربایجان
                           
;  
 
سوریه
                           
;  
 
ازبکستان
                           
;  
 
قزاقستان
                           
;  
 
بلاروس
```

## نگارخانه

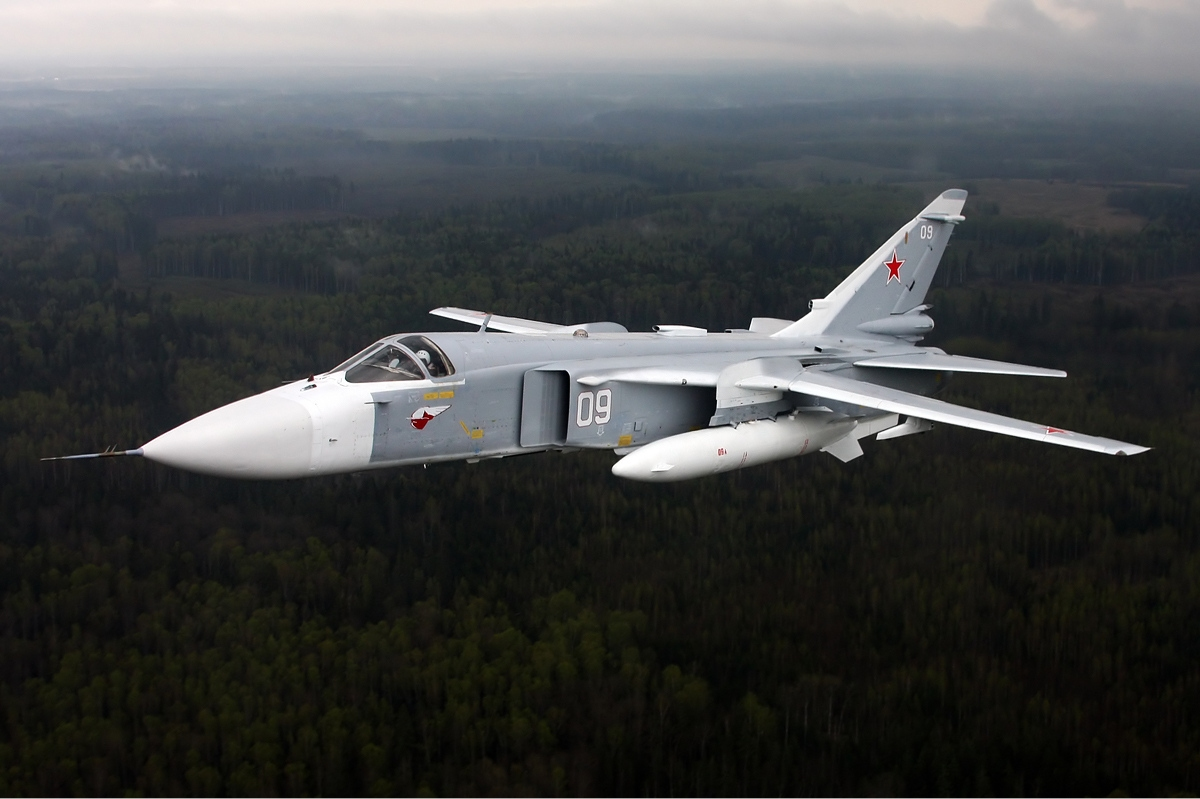
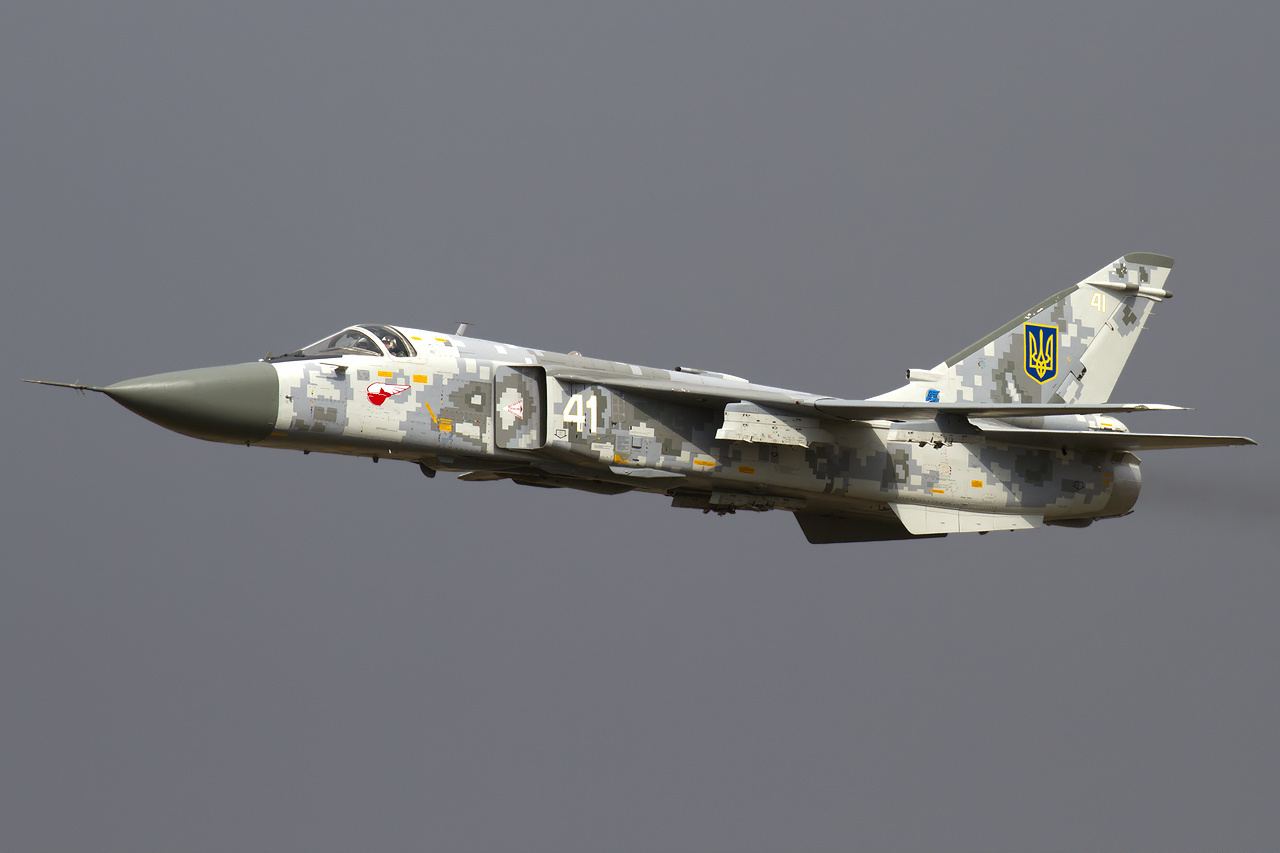
نیروی هوایی اوکراین
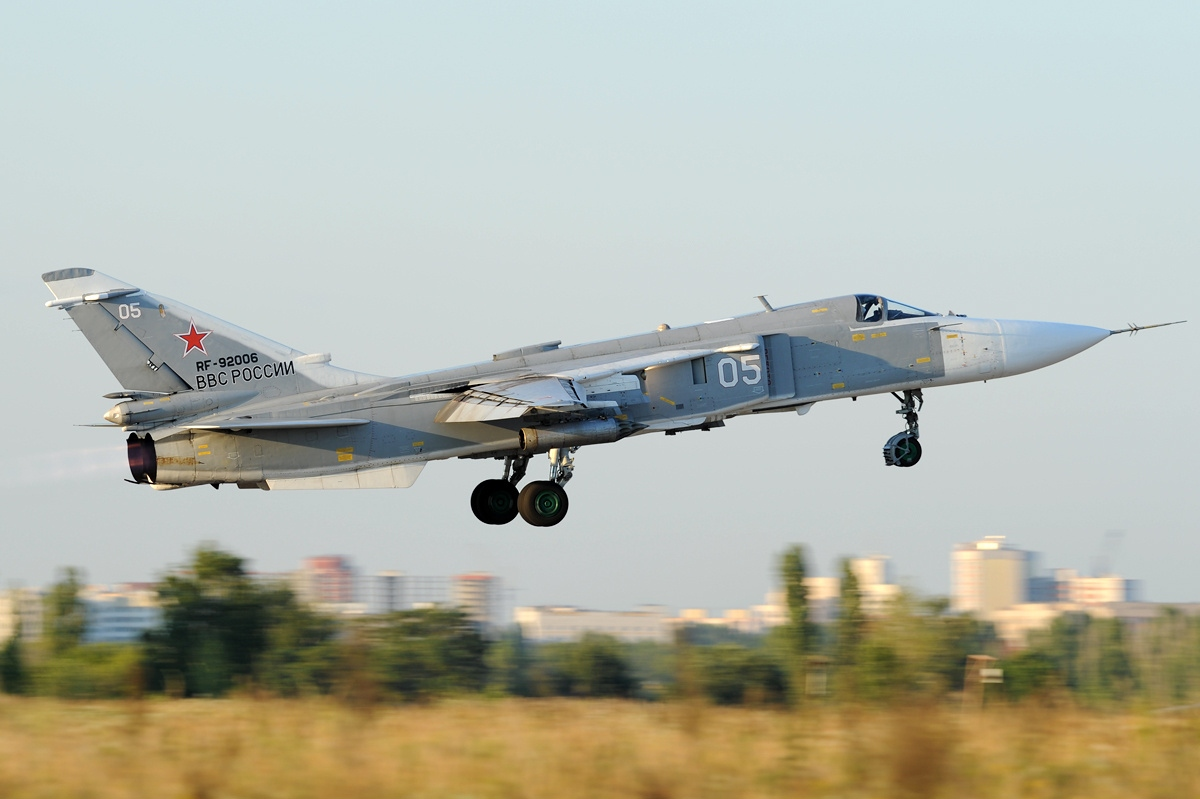
روسیه
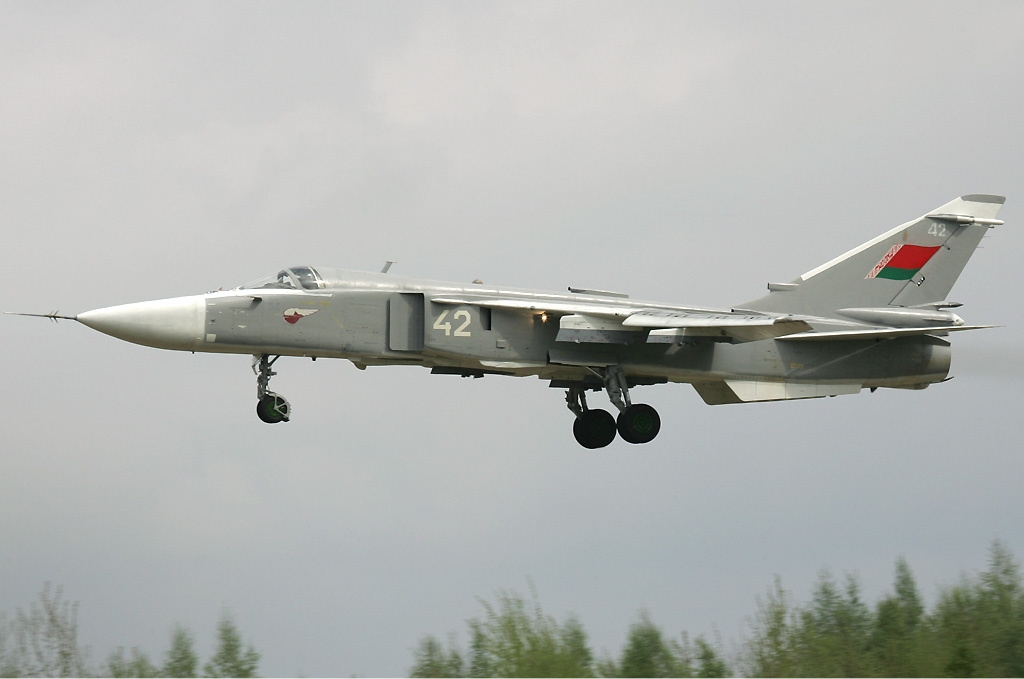
بلاروس
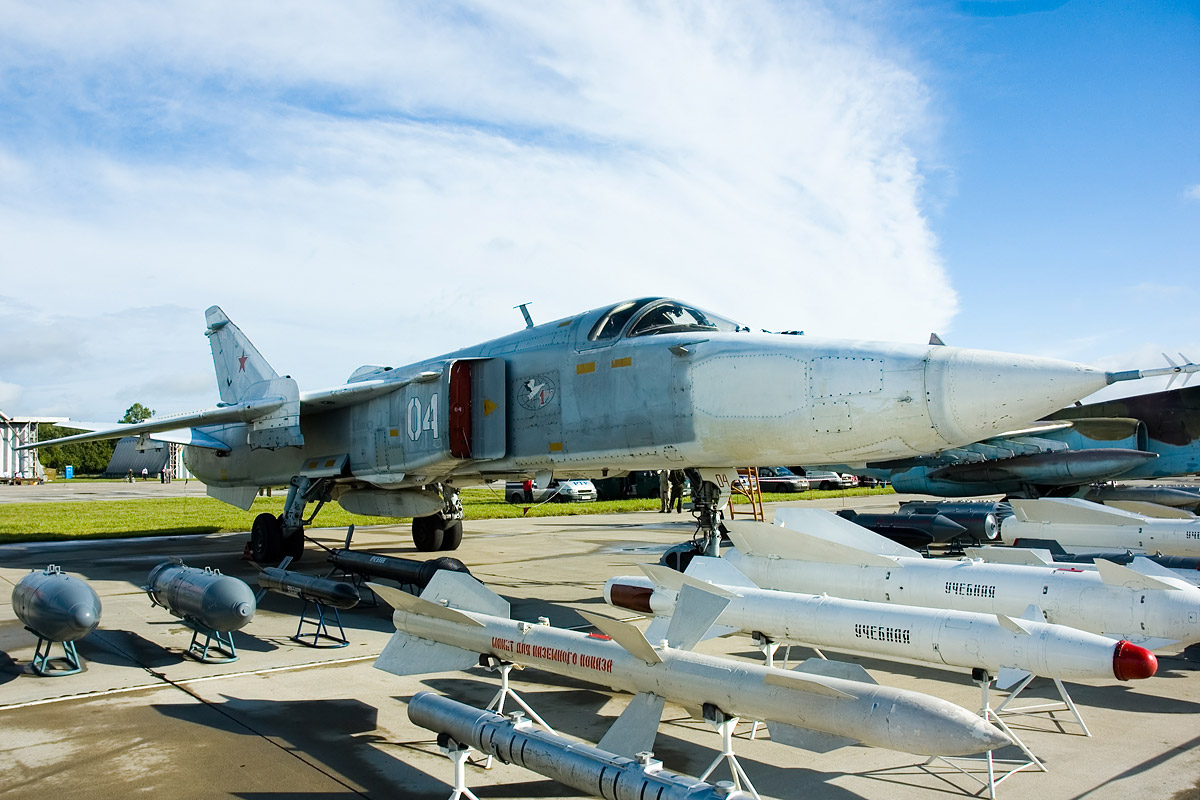
روسیه
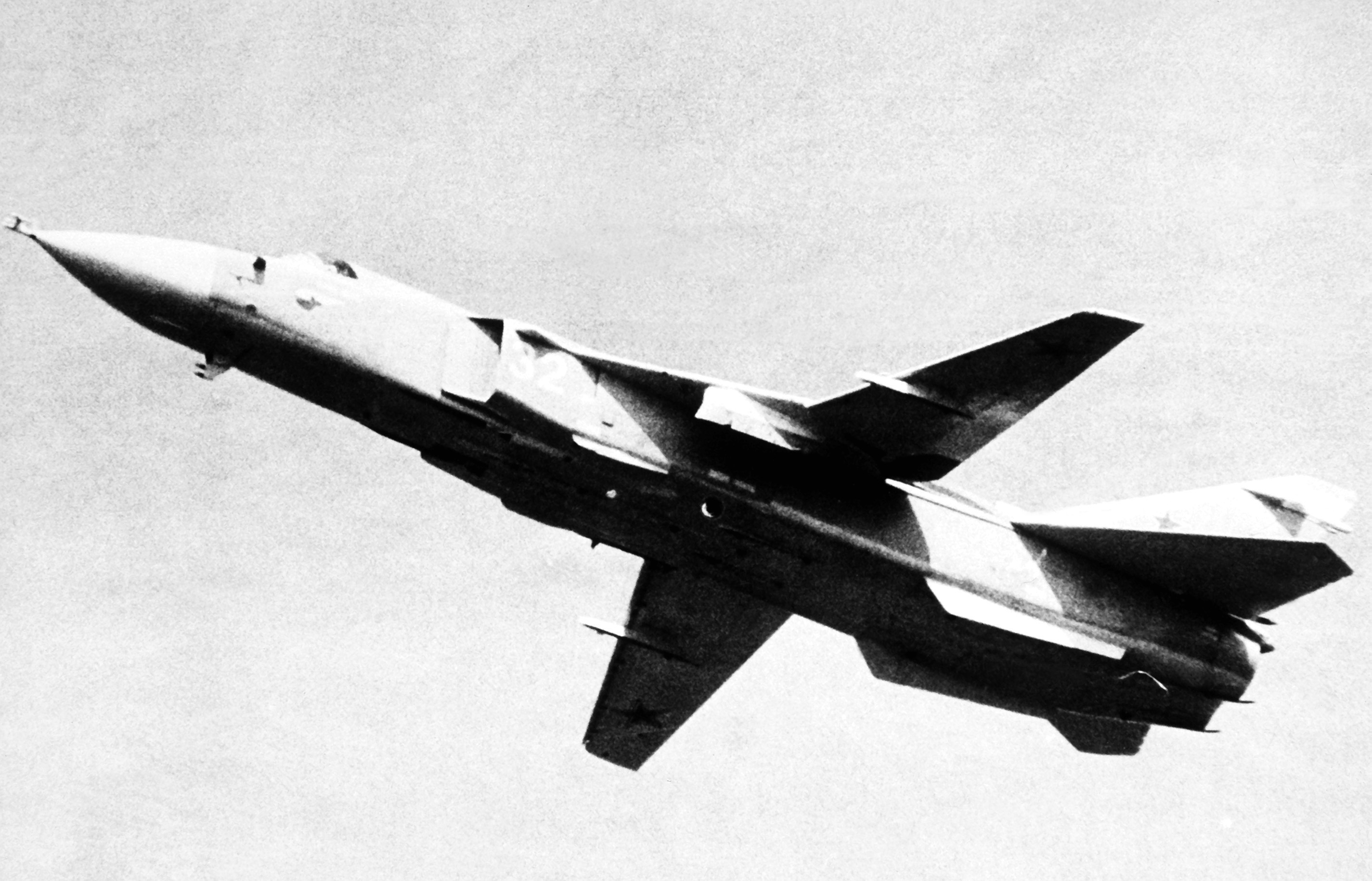
سوخو-۲۴ شوروی در ۱۹۸۳
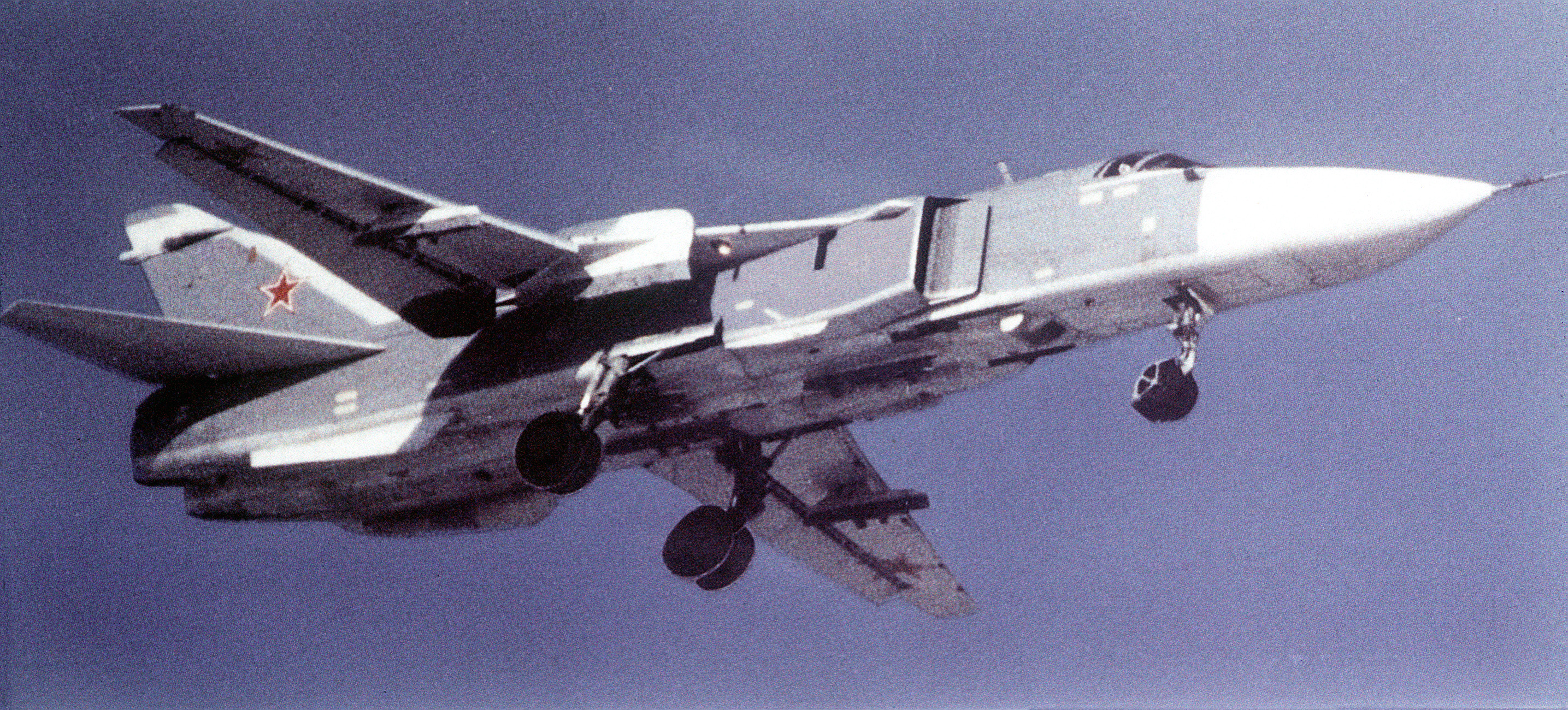
سوخو-۲۴ شوروی در ۱۹۸۶